# 山の井鷲之助
山の井 鷲之助（やまのい わしのすけ、1795年（寛政7年） - 1822年（文政5年）7月19日（旧暦6月2日））は、因幡国高草郡（現：鳥取県鳥取市）出身で佐渡ヶ嶽部屋に所属した大相撲力士。本名は不明。最高位は西関脇。

## 来歴
1795年（寛政7年）に因幡国高草郡（現：鳥取県鳥取市）で生まれる。鳥取藩の抱え力士として1821年（文政4年）2月場所で初土俵を踏んだ。幼少期から怪力で、地引網の片側を一人で受け持って引いたと言われるほど体格に恵まれており、西張出前頭2枚目（その後、番付の改訂が行われて小結）に付け出された。この場所は2勝3敗2分1無2休と平凡な成績だったが、同年10月場所では西関脇へ昇進して5勝4敗1無の成績を挙げ、1822年（文政5年）1月場所では7勝3敗の優勝次点の成績を挙げた（優勝相当成績は有馬山龍右エ門で7勝2敗1無）。
しかし、これからの活躍が期待された矢先の同年6月2日に急死、28歳没。墓は東京都江東区の永代萬徳院・法林院にある。